# Healer
Healer (hangul: 힐러; rr: Hilleo) é uma série de televisão sul-coreana exibida pela KBS2 de 8 de dezembro de 2014 a 10 de fevereiro de 2015. Estrelada por Ji Chang-wook, Park Min-young e Yoo Ji-tae.

## Enredo
Um incidente que aconteceu há 30 anos, envolvendo um grupo de amigos que dirigiam uma estação ilegal de radiodifusão reúne três pessoas — um mensageiro ilegal chamado "Healer", que possui habilidades de luta de alto nível, um repórter de um site de notícias de segunda categoria e um famoso jornalista de uma importante estação de transmissão. Na viagem para descobrir a verdade sobre o incidente de 1992, eles se tornam repórteres reais e honestos e vão ter de lidar com o conflito entre a verdade e o destino.

## Elenco

### Elenco principal
- Ji Chang-wook como Seo Jung-hoo/Park Bong-soo/Healer
  - Park Si-jin como Seo Jung-hoo (jovem)
  - Choi Jung-hoo como Seo Jung-hoo (criança)
- Park Min-young como Chae Young-shin/Oh Ji-an
  - Kim So-yeon como Chae Young-shin (jovem)
  - Ku Geon-min como Oh Ji-an (criança)
- Yoo Ji-tae como Kim Moon-ho
  - Kim Seung-chan como young Moon-ho

### Elenco de apoio
- Kim Mi-kyung como Jo Min-ja, cabouqueiro ahjumma
- Oh Gwang-rok como Ki Young-jae, professor de Jung-hoo
  - Choi Dong-gu como Ki Young-jae (jovem)
- Taemi como Kang Dae-yong
- Ji Il-joo como Seo Joon-seok, pai de Jung-hoo[8]
- Lee Kyung-shim como a mãe de Jung-hoo
  - Song Ji-in como a mãe de Jung-hoo (jovem)
- Park Sang-myun como Chae Chi-soo, pai adotivo de Young-shin
- Woo Hyun como Chul-min
- Park Won-sang como Jang Byung-se
- Choi Seung-kyung como Yeo Gi-ja
- Park Sang-won como Kim Moon-sik
  - Son Seung-won como Kim Moon-sik (jovem)
- Do Ji-won como Choi Myung-hee, pai biológico de Young-shin
  - Jung Hye-in como Choi Myung-hee (jovem)
- Woo Hee-jin como Kang Min-jae
- Jang Sung-beom como Lee Jong-soo
- Park Sang-wook como Bae Sang-soo
- Jo Han-chul como Yoon Dong-won
- Oh Jong-hyuk como Oh Gil-han, pai biológico de Young-shin
- Jung Gyu-soo como Oh Tae-won, secretária de Moon-sik
- Kim Ri-na como Joo Yeon-hee
- Choi Jong-won como Park Jung-dae, mais velho
- Lee Moon-sik como Ko Sung-chul (camafeu, episódio 1)
- Nam Hee-seok (camafeu, episódio 9)
- Jeon Hye-bin como Kim Jae-yoon (camafeu, episódio 20)

## Classificações
| Episódio | Data de transmissão original | Título do episódio                  | Audiência média    | Audiência média              | Audiência média           | Audiência média              | Audiência média |
| Episódio | Data de transmissão original | Título do episódio                  | Classificação TNmS | Classificação TNmS           | Classificação AGB Nielsen | Classificação AGB Nielsen    |                 |
| Episódio | Data de transmissão original | Título do episódio                  | Em todo o país     | Região Metropolitana de Seul | Em todo o país            | Região Metropolitana de Seul |                 |
| -------- | ---------------------------- | ----------------------------------- | ------------------ | ---------------------------- | ------------------------- | ---------------------------- | --------------- |
| 1        | 8 de dezembro de 2014        | Eu tenho um sonho                   | 6.9%               | 7.5%                         | 7.8%                      | 8.3%                         |                 |
| 2        | 9 de dezembro de 2014        | O destino continua                  | 7.6%               | 8.8%                         | 7.9%                      | 8.4%                         |                 |
| 3        | 15 de dezembro de 2014       | O primeiro beijo naquele dia        | 5.7%               | 6.3%                         | 7.2%                      | 7.6%                         |                 |
| 4        | 16 de dezembro de 2014       | Porque eu estou perto de você       | 5.9%               | 6.4%                         | 7.4%                      | 8.0%                         |                 |
| 5        | 22 de dezembro de 2014       | Significado de você                 | 7.0%               | 7.4%                         | 8.8%                      | 9.8%                         |                 |
| 6        | 23 de dezembro de 2014       | Início                              | 7.1%               | 7.6%                         | 7.7%                      | 8.0%                         |                 |
| 7        | 29 de dezembro de 2014       | Nós, sob o por do sol               | 6.9%               | 7.8%                         | 7.8%                      | 8.9%                         |                 |
| 8        | 30 de dezembro de 2014       | Não pode ser esquecido              | 8.4%               | 9.4%                         | 8.6%                      | 9.2%                         |                 |
| 9        | 5 de janeiro de 2015         | Eu confio em você                   | 7.6%               | 7.8%                         | 8.2%                      | 8.9%                         |                 |
| 10       | 6 de janeiro de 2015         | Não pode ser eu?                    | 8.2%               | 9.5%                         | 9.2%                      | 10.0%                        |                 |
| 11       | 12 de janeiro de 2015        | Na escuridão                        | 7.4%               | 8.8%                         | 9.4%                      | 10.8%                        |                 |
| 12       | 13 de janeiro de 2015        | Eu não sei como escapar             | 8.7%               | 10.1%                        | 9.1%                      | 9.8%                         |                 |
| 13       | 19 de janeiro de 2015        | Estou à espera                      | 9.0%               | 9.7%                         | 10.3%                     | 11.3%                        |                 |
| 14       | 20 de janeiro de 2015        | Está tudo bem, mesmo se você chorar | 9.4%               | 10.6%                        | 9.7%                      | 10.4%                        |                 |
| 15       | 26 de janeiro de 2015        | Eu lembro                           | 7.7%               | 8.2%                         | 8.7%                      | 9.2%                         |                 |
| 16       | 27 de janeiro de 2015        | Para você novamente                 | 8.5%               | 9.6%                         | 8.9%                      | 9.2%                         |                 |
| 17       | 2 de fevereiro de 2015       | Você não vai me responder?          | 7.1%               | 7.7%                         | 8.5%                      | 9.3%                         |                 |
| 18       | 3 de fevereiro de 2015       | Assim como os outros                | 7.3%               | 8.4%                         | 9.1%                      | 9.6%                         |                 |
| 19       | 9 de fevereiro de 2015       | Eu vou te proteger                  | 6.9%               | 7.8%                         | 7.9%                      | 7.7%                         |                 |
| 20       | 10 de fevereiro de 2015      | Adeus, Healer                       | 8.1%               | 8.6%                         | 9.0%                      | 9.1%                         |                 |
| Média    | Média                        | Média                               | 7.6%               | 8.4%                         | 8.6%                      | 9.2%                         |                 |

## Trilha sonora
1. 힐러 (Healer) - 2:36
2. Eternal Love -  Michael Learns to Rock - 4:16
3. When You Hold Me Tight -  Yael Meyer - 3:12
4. 눈이 하는 말 (What the Eyes Say) -  Tei - 3:36
5. You - Ben -3:46
6. 그대 때문에 (Because of You) -  JUST - 4:09
7. 지켜줄게 (I Will Protect You) -  Ji Chang-wook - 4:10
8. 침묵 (Silence) - 2:40
9. Love and Pain - 3:30
10. 코드명 힐러 (Code Name: Healer) - 2:16
11. 멋있다 힐러 (Super Healer) - 2:09
12. 김문호 기자 (Reporter Kim Moon-ho) - 2:32
13. 지나간다 (Pass On By) - 3:15
14. 세상을 품다 (Embrace the World) - 3:59
15. 정후사랑 (Jung-hoo's Love Theme) - 3:18
16. To Battle - 2:37
17. 영신이의 꿈 (Young-shin's Dream) - 2:35
18. You Love Me - 2:08
19. 아픔의 흔적 (A Trace of Pain) - 2:58
20. 해킹루트 (Hacking Route) - 1:43
21. Healing Me - 3:18
22. Trouble - 3:11
23. 그들의 운명 (Their Fate) - 3:05
24. 영원한 기억 (Eternal Memory) - 2:53

## Prêmios e indicações
| Ano  | Prêmio           | Categoria                                                    | Recipiente                     | Resultado |
| ---- | ---------------- | ------------------------------------------------------------ | ------------------------------ | --------- |
| 2014 | KBS Drama Awards | Prêmio de excelência, ator em um drama de comprimento médio  | Ji Chang-wook                  | Indicado  |
| 2014 | KBS Drama Awards | Prêmio de excelência, ator em um drama de comprimento médio  | Yoo Ji-tae                     | Indicado  |
| 2014 | KBS Drama Awards | Prêmio de excelência, atriz em um drama de comprimento médio | Park Min-young                 | Venceu    |
| 2014 | KBS Drama Awards | Prêmio popularidade, ator                                    | Ji Chang-wook                  | Venceu    |
| 2014 | KBS Drama Awards | Prêmio de melhor casal                                       | Ji Chang-wook e Park Min-young | Venceu    |